# Ekbert I
Ekbert I (zm. w styczniu 1068 r.) – hrabia Brunszwiku i margrabia Fryzji, od 1067 r. margrabia Miśni.

## Życiorys
Ekbert był synem hrabiego Brunszwiku Ludolfa oraz Gertrudy z Fryzji. Jego babką ze strony ojca była cesarzowa Gizela szwabska. Po ojcu odziedziczył hrabstwo Brunszwiku, uzyskał też margrabstwo Fryzji.
Po śmierci cesarza Henryka III wspierał początkowo wdowę po nim,  Agnieszkę akwitańską. Później jednak, być może z powodu nadziei na otrzymanie księstwa Szwabii (został mężem wdowy po księciu szwabskim Ottonie ze Schweinfurtu) przyłączył się do opozycji i w 1062 r. wziął udział w porwaniu młodego Henryka IV wraz z arcybiskupem Kolonii Annonem II. W jej trakcie miał uratować życie młodemu królowi, skacząc za nim do Renu, gdy ten próbował uciec porywaczom. 
W 1067 r. otrzymał marchię miśnieńską. Zamierzał rozwieźć się ze swoją żoną aby poślubić Adelę z Louvain, wdowę po swoim poprzedniku na tym stanowisku, Ottonie z Weimaru, aby przejąć także jego dobra w Turyngii. Zanim jednak do tego doszło, zmarł.
Ok. 1058 r. poślubił Irmgardę, córkę Olderico-Manfreda, markiza Arelatu, Turynu i Ivrei. Mieli dwoje dzieci: syna Ekberta II, następcę ojca jako margrabia Miśni, oraz córkę Gertrudę, żonę hrabiego Katlenburga Dytryka II, następnie margrabiego Fryzji Henryka z Northeimu, i wreszcie margrabiego Miśni i Łużyc Henryka I.